# Ksilen
Ksilen (prema grč. : drvo) je aromatski ugljikovodik, drugog naziva dimetilbenzen, kemijske formule C6H4(CH3)2.

## Osobine
Ksilen je bezbojna tekućina slatkastog mirisa. U tekućem stanju, ksilen je žitka, hlapljiva, nagrizajuća i zapaljiva kapljevina netopljiva u vodi, topljiva u organskim otapalima.
Postoji u tri izomerna oblika; (1,2-) orto-, (1,3-) meta- i (1,4-) para- dimetilbenzen (ksilen).
Naftalenu (izbačenog iz upotrebe zbog toksičnosti) je zamjena orto-ksilen.

## Dobivanje i upotreba
To je pretežno sintetička kemikalija koja se dobiva iz reformata (reformat - u rafinerijama nafte produkt katalitičkog reformiranja benzina). Također se dobiva iz katrana kamenog ugljena. U prirodi se pojavljuje također u petroleju, u katranu te tijekom šumskih požara.
Upotrebljava se kao otapalo, sredstvo za čišćenje, u proizvodnji gume i kože, sirovina za proizvodnju intermedijera za bojila (i razrjeđivač za boje), sintetskih mirisnih sredstava, kemijskih (sintetskih, umjetnih) vlakana. Zbog svog visokog oktanskog broja se koristi i kao dodatak motornim gorivima (ponajviše avionskim) i benzinu.
Zamjena mu može biti i toluen.